# 로콘산

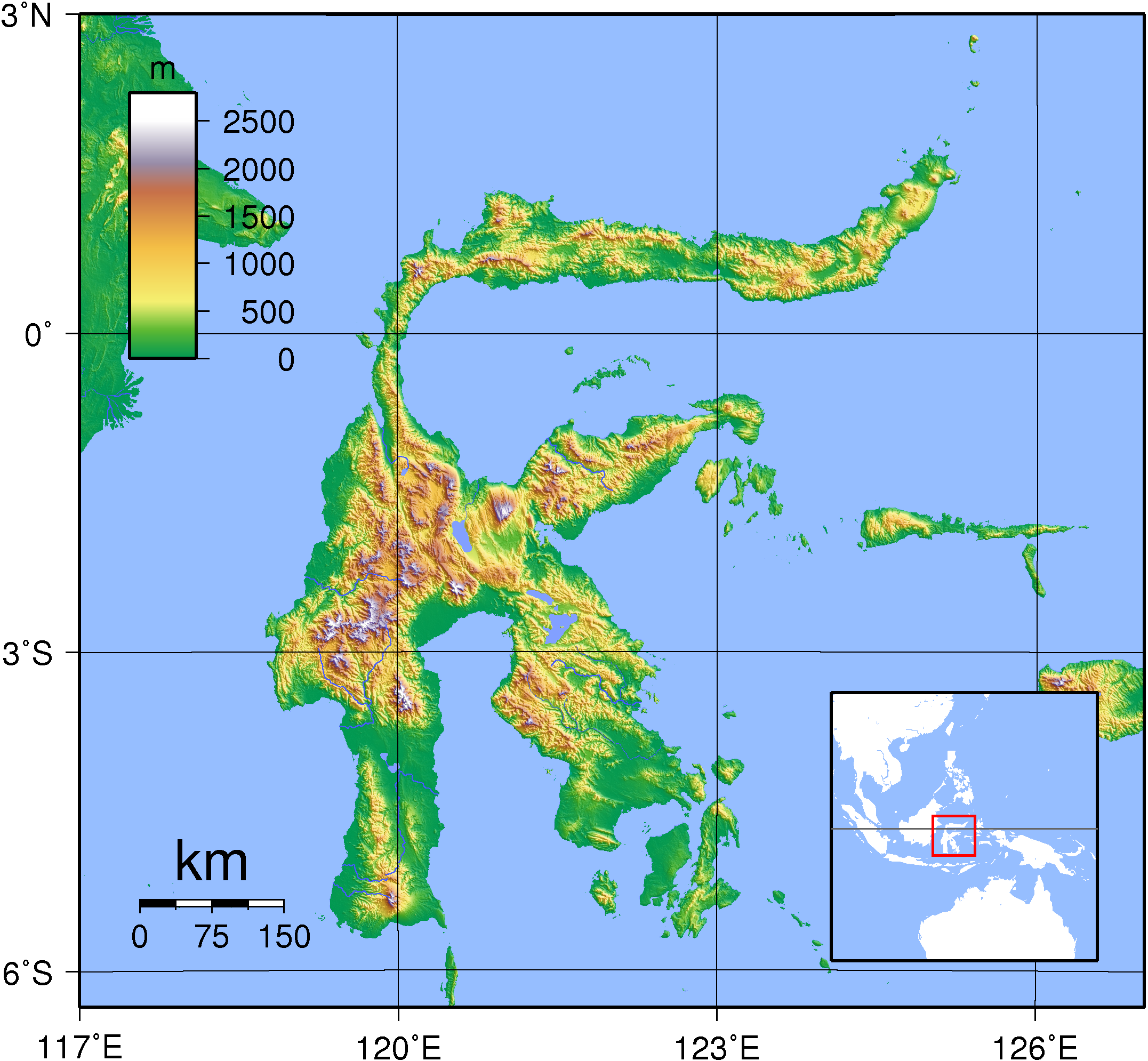
로콘 산 위치

로콘산은 인도네시아 북부 술라웨시섬에 위치한 화산이다. 2011년 7월 18일 분출하였다.

## 사진

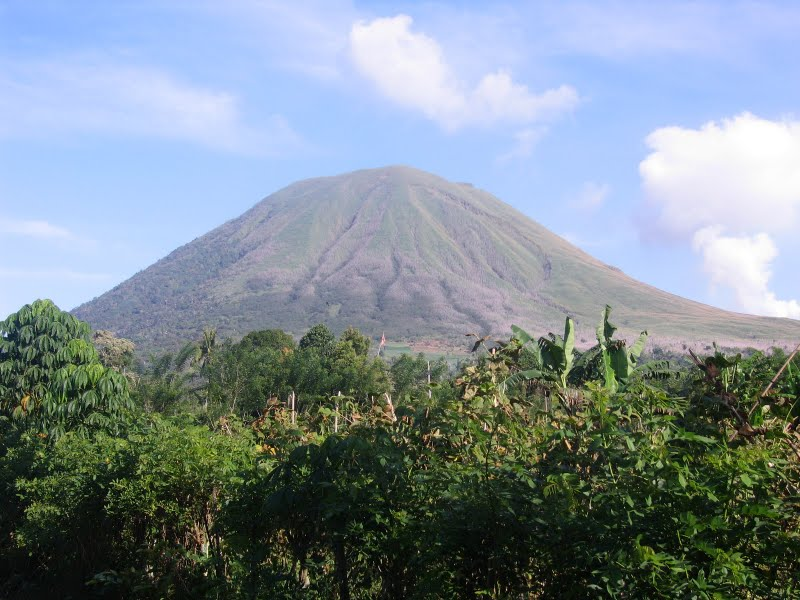
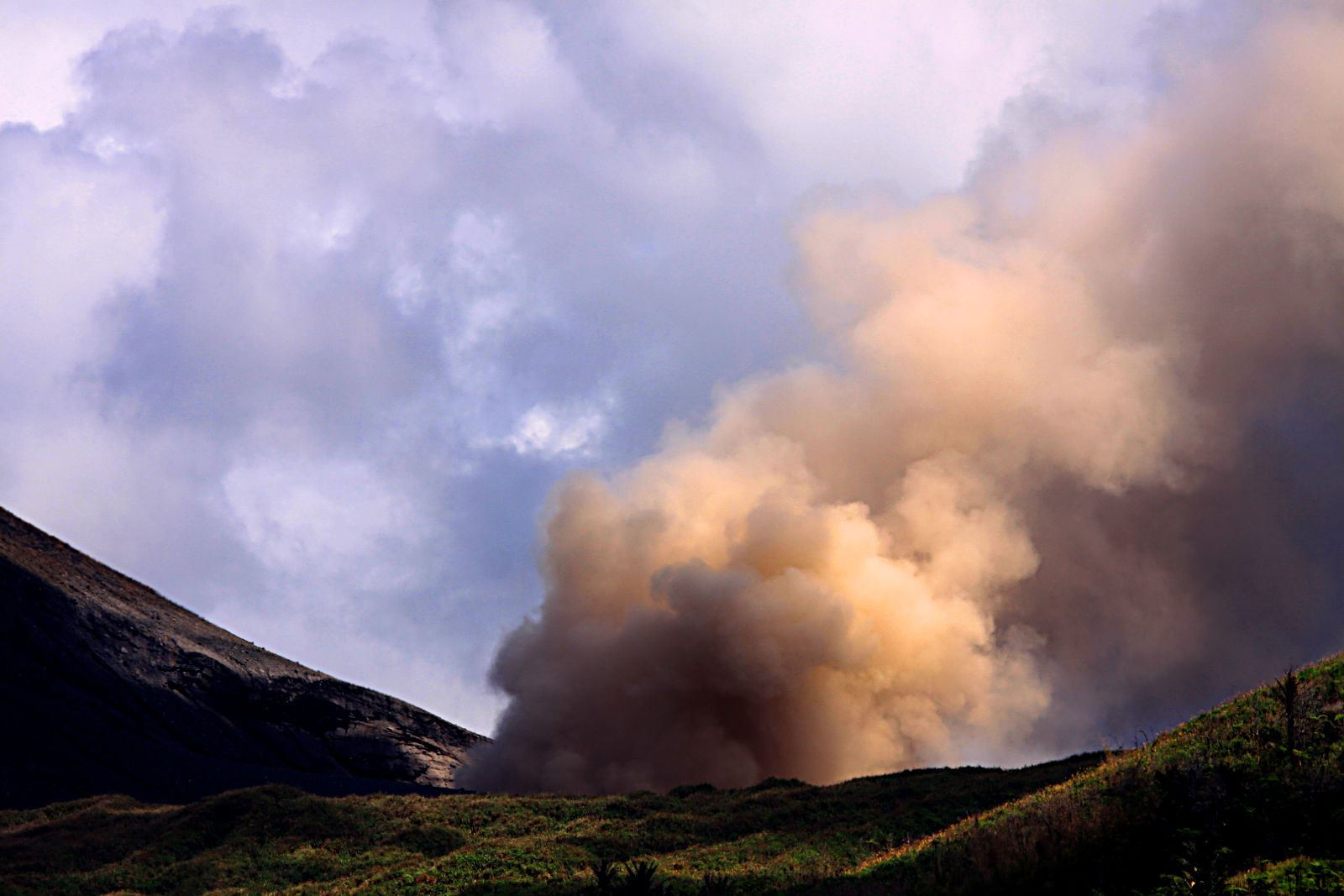
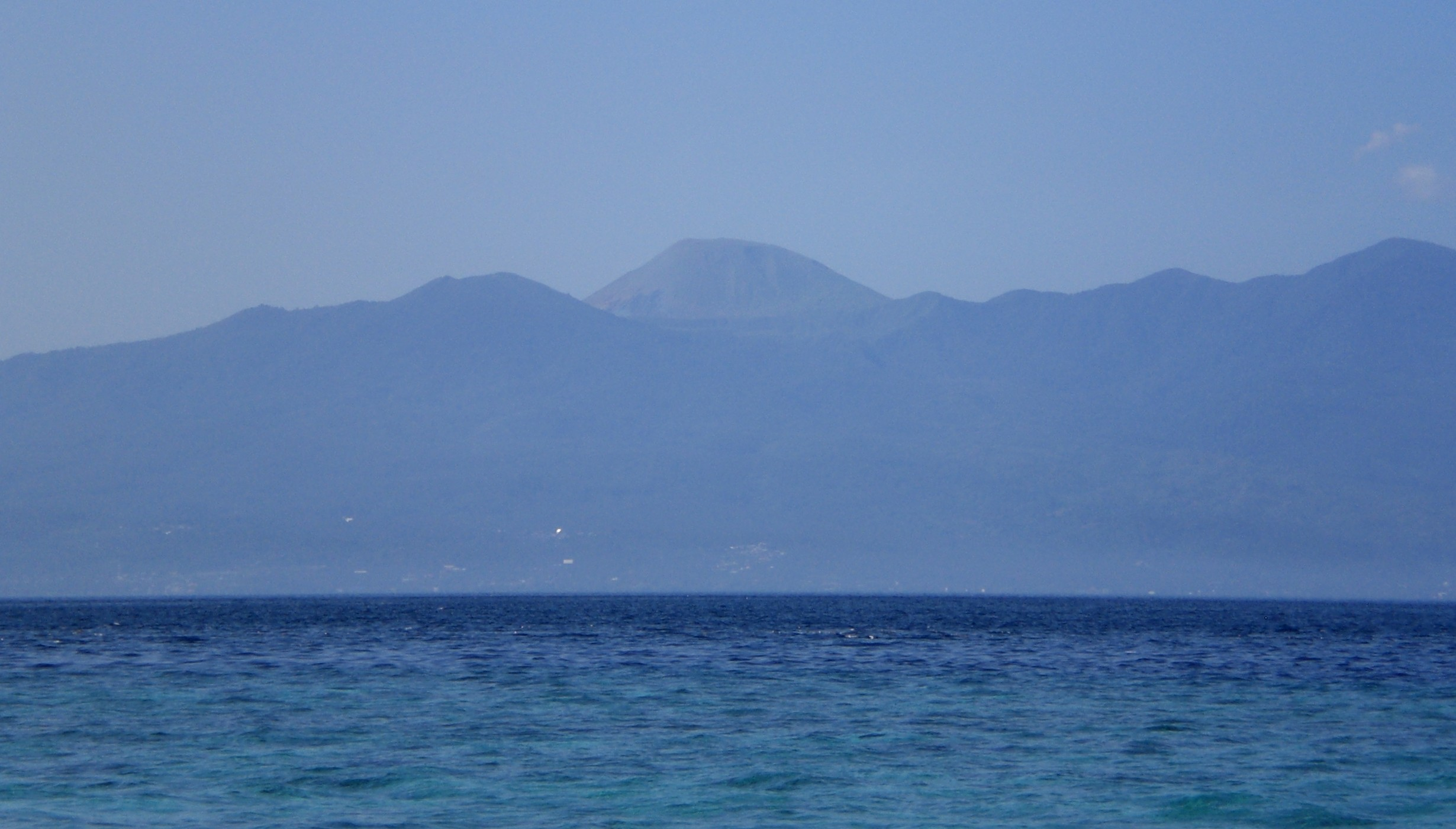